# Газотурбинен двигател „General Electric LM2500“
LM2500 е газотурбинен двигател, производство на компанията „General Electric“. Има 2 типа производство: за комерсиалното въздухоплаване и за военни цели.
CF6 е двигател за комерсиалното въздухоплаване, а TF39 е двигател, произведен за армията. CF6 е използван от DC-10, MD-11, A300Q747 и 767 самолетите, които имат милиони летателни часове. TF39 двигатели за армията служат в Американските военновъздушни сили, монтирани на самолет Galaxy C5A/B транспортен самолет. Повече от 870 LM 2500 газови турбини са в услуга на крайцери, фрегати, разрушители и патрулни лодки и не на последно място – лайнери за пътешествия, ползвани от 24 международни компании.
LM2500+ е обновена версия на LM 2500, която е много ефективно решение с минимум вложени средства за увеличаване на мощността и удължен работен цикъл по отношение на ценовото стойността на LM 2500. С 3600 rpm LM 2500+ е с увеличена мощност от 39000 лимитирани конски сили (bph) с прост цикъл на топлинна ефективност от 39% по ISO стандарта. Постигнатата увеличена мощност превишаваща тази на основната в LM 2500 е постигната като е увеличено сгъстяването на потока с 23%, с минимално повишаване на температурата при горене и добавяне на допълнително стъпало за компресия (нулево стъпало) в предната част на компресора на основната LM 2500. Температурните потенциални възможности на горещата секция е също увеличена като е добавена топлинно бариерен слой в горивната камера, за обновлението на турбината са използвани въздушно покривни материали които довеждат до по-добро вътрешно охлаждане на модела.
LM2500 газо-турбинен мотор се управлява посредством пропелери (лопатки) по стандартен начин, главна предавателна кутия, валове и съединител.
16 степенен осов поток (въздуха се придвижва паралелно към вала), компресорът повишава налягането и температурата на работната маса (въздух). В горивната секция горивото е добавено през горивни дюзи и подадено в горивната камера за изгаряне. Двустъпалната турбина за високо налягане е изходния край на горивната камера който произвежда движението на компресора.
Комбинацията от компресор, горивна камера и турбина за високо налягане е често използвана в газовите генератори. Изпускателната тръба на турбина високо налягане преминава през турбина ниско налягане създава въртящия работен момент който задвижва главната предавателна кутия и по този начин се задвижват повечето пропелери. LM 2500 модула е напълно затворен като по този начин се създава пълна температурна и звукова изолация на LM 2500.
Двигателя стартиран запалителят не след дълго ще бъде изключен.
Секцията на турбината за високо налягане извлича енергията от горещите разширени газове до завъртането на компресора и движещите се допълнения. Турбината високо налягане е двустепенна тип осово движещ се поток която е механически зацепен към компресорния ротор. Турбината за високо налягане използва приблизително 65% на топлинната енергия от горивната камера да задвижи компресора и монтираните към двигателя допълнения.
Монтираните допълнителни принадлежности се задвижват чрез роторния вал посредством входяща скоростна кутия, осово движещ се вал и предавателна скоростна кутия. Спомагателната скоростна кутия обезпечава инсталираните горивна помпа, маслена помпа, въздушна маслен сепаратор и пневматичния стартер (ако има такъв).
Силовата турбина е шест-степенен тип с осово движещ се поток. Силовото турбина извлича останалите 35% от използваната енергията и задвижва главните предавателни механизми. Силовата турбина задвижва останалите зъбни предавки чрез високоскоростна гъвкава връзка монтирана на вала и монтирания съединител. Високо скоростната връзка поглъща радиалните и осовите размествания между ГТ и основната предавателна кутия.
|  | Уикипедия разполага с Портал:Авиация |